# Droba

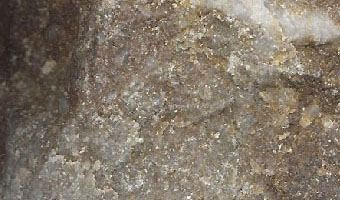
Příklad křemencové droby

Droba je sedimentární hornina, přesněji druh slabě vytříděného pískovce s obsahem základní hmoty vyšším než 15 %. Základní hmotu drob, která je obvykle druhotná, tvoří většinou jílové minerály a silt. Písková zrna představuje směs živců, křemene, slíd a úlomků hornin (tzv. litických úlomků). Vzniká především v mořském prostředí. Barva horniny je nejčastěji šedá a velikost zrn je různá, od jemné po hrubou.
Slovo droba je odvozeno od drobných úlomků, které tvoří horninu. Německý termín grauwacke použil poprvé G. S. O. Lazius v roce 1789 podle starého hornického výrazu z pohoří Harz.

## Složení

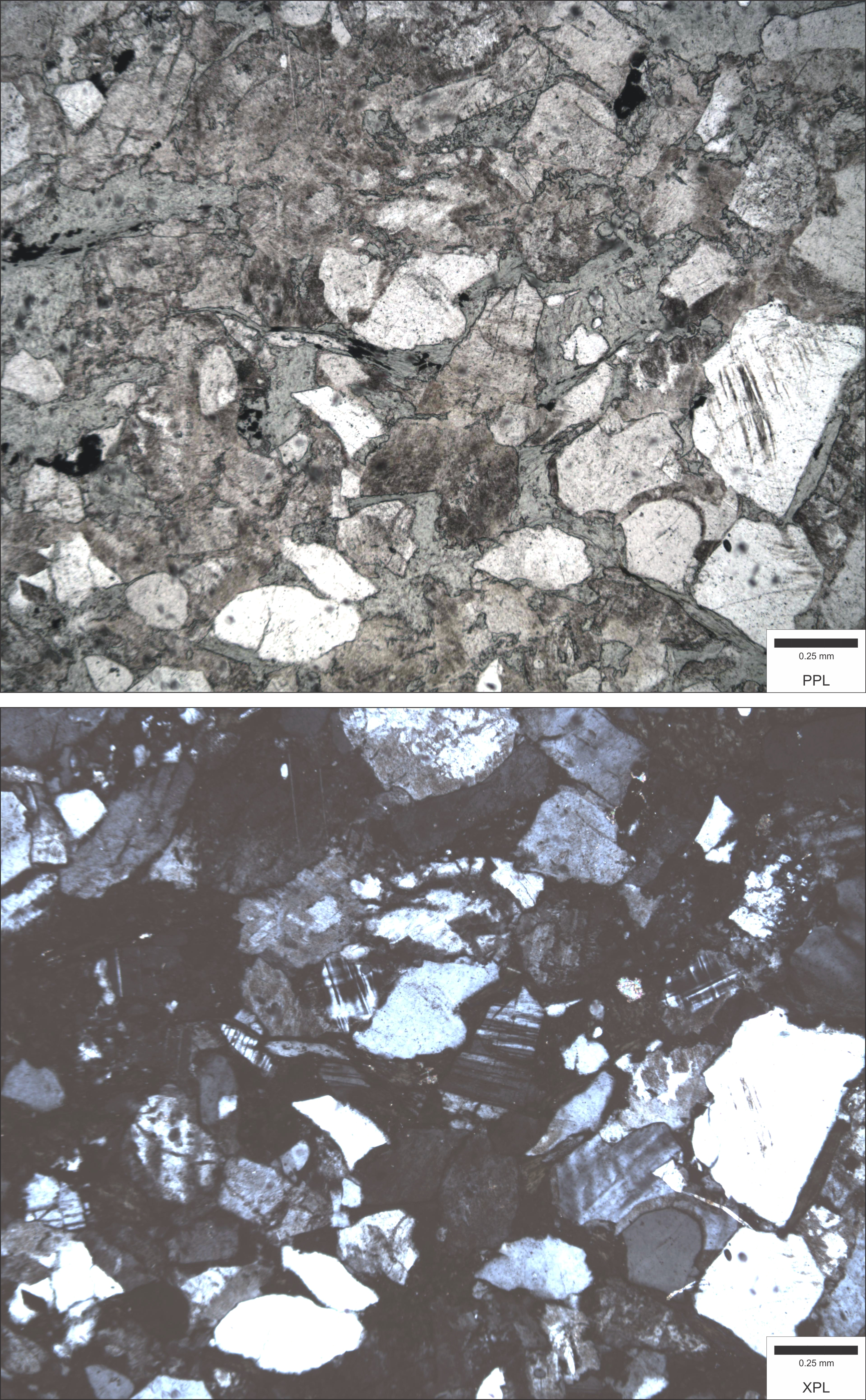
Výbrus živcové droby. Nahoře při rovnoběžných nikolech, dole ve zkřížených nikolech. Modré skvrny představuje epoxidová hmota použitá při výrobě výbrusu

Droby jsou považovány za texturně nezralé horniny. Jsou nevytříděné, běžná jsou slabě opracovaná zrna a obsahují často i oblázky (nad 2 mm v průměru). Písčitá zrna většinou tvoří živce (plagioklasy i ortoklasy), křemen, muskovit a litické (horninové) úlomky. Horninové úlomky nejčastěji představují rohovce, krystalické břidlice nebo fragmenty metamorfovaných či vyvřelých hornin. Základní hmota, která tvoří 15–75 % horniny tvoří jílové minerály nebo křemitá, zřídka i vápnitá či železitá hmota. Akcesorie často tvoří pyrit, granáty, biotit, chlority, turmalíny, epidot, apatit nebo augit. Hornina má šedou, hnědou, černou až žlutavou barvu.
Pokud některý z minerálů tvoří 5 až 10 % všech písčitých zrn, může být jeho název použit jako přídavné jméno před slovem droba (např. muskovitická droba, muskoviticko-křemitá droba atď.).

## Vznik
Droby nejčastěji vznikají v mořském prostředí. Tvoří podstatnou část turbiditů, kde se střídají s jílovci a břidlicemi. Někdy asociují i s černými břidlicemi. Turbiditní proudy přinášejí z šelfu při silných bouřkách, povodních nebo zemětřeseních různorodý materiál – písek, silt, jíl ale i štěrk. Všechen tento siliciklastický materiál může tvořit droby. Droby se usazují ve vzdálenějších částech turbiditních vějířů, často v nich lze pozorovat gradační zvrstvení, ojediněle i schránky mělkovodních organismů, které turbiditní proud strhl z okraje šelfu.
Droby jsou časté v oblastech vulkanických oblouků nebo území, kde zvětrávají bazické vulkanity. Časté jsou na aktivních kontinentálních okrajích (předobloukové, vnitřněobloukové i zaobloukové pánve). Zvětráváním bazických hornin vznikají horniny s převahou jílů, takovéto droby potom obsahují jen nepatrnou příměs křemene.

## Výskyt
Droby často vytvářejí omezené vrstvy s rozsahem několik km² s mocností zhruba 1 metr. Opakovaně se přitom střídají především s břidlicemi tím způsobem, že vrstva droby ostře sedá na podložní břidlici a směrem nahoru přechází do nadložní břidlice.
V Čechách jsou droby známy z proterozoických sedimentů barrandienu. Na Moravě a ve Slezsku z hornin spodního karbonu tzv. kulmské facie.
Známy jsou i z alpské Grauwackenzone. Na Slovensku jsou časté v karbonských horninách gemerika, veporika a hronika. Běžné jsou též v paleogenních sedimentech flyšového pásma.
Rozšířeny jsou například i ve Walesu a na jihu Skotska, v Longfordském masivu v Irsku a Lake District v Anglii.